# 瓦林康人
瓦林 康人（かわらばやし やすと、1965年〈昭和40年〉2月18日 - ）は、日本の運輸・国土交通官僚。

## 経歴
東京都出身。筑波大学附属駒場高等学校を経て、1987年3月に東京大学法学部公法学科を卒業。国家公務員採用Ⅰ種試験(法律)に合格して、同年4月に運輸省入省。
2020年7月21日、国土交通省国際統括官に就任。
2021年1月5日、国土交通省大臣官房長に就任。
2022年6月28日、国土交通省総合政策局長に就任。2023年7月4日、退官。

## 年譜
基本的な出典
- 1987年04月：運輸省入省（港湾局管理課）[3]
- 1991年06月：運輸省大臣官房人事課付（アメリカ・コロンビア大学留学）
- 1993年
  - 06月：運輸省大臣官房人事課専門官
  - 09月：運輸省航空局監理部総務課補佐官
- 1995年09月：岩手県企画調整部交通政策課長
- 1997年04月：岩手県企画振興部交通政策課長
- 1998年05月：運輸省航空局監理部国際航空課補佐官
- 2001年
  - 01月：国土交通省航空局監理部国際航空課補佐官
  - 07月：国土交通省総合政策局交通計画課長補佐
- 2002年04月：国土交通省総合政策局交通計画課企画調整官
- 2003年05月：外務省経済協力開発機構日本政府代表部一等書記官
- 2004年01月：外務省経済協力開発機構日本政府代表部参事官
- 2006年07月：国土交通省鉄道局総務課鉄道企画室長
- 2007年07月：国土交通省鉄道局総務課企画室長 → 鉄道局財務課長
- 2009年07月：観光庁国際交流推進課長
- 2011年07月12日：国土交通省海事局内航課長[6]
- 2013年01月01日：国土交通省自動車局旅客課長[7]
- 2014年07月08日：国土交通省大臣官房参事官（会計担当）[8]
- 2015年07月31日：国土交通省大臣官房会計課長[9]
- 2016年06月21日：観光庁審議官[10]
- 2017年
  - 04月：（併）内閣官房副長官補付（～2017年5月）
  - 04月：（命）内閣官房観光戦略実行推進室審議官（～2017年5月）
  - 05月：（併）内閣官房内閣審議官（内閣官房副長官補付）
  - 05月：（命）内閣官房観光戦略実行推進室審議官
- 2018年07月31日：国土交通省大臣官房総括審議官[11]
- 2019年07月01日：国土交通省大臣官房公共交通・物流政策審議官[12]
- 2020年07月21日：国土交通省国際統括官[13][4]
- 2021年
  - 01月05日：国土交通省大臣官房長[14][5]
  - 06月25日：（兼）国土交通省大臣官房公文書監理官[15][16]（～7月1日[17]）
- 2022年06月28日：国土交通省総合政策局長[18][1]
- 2023年07月04日：辞職[19]